# بقعة نفايات المحيط الهندي

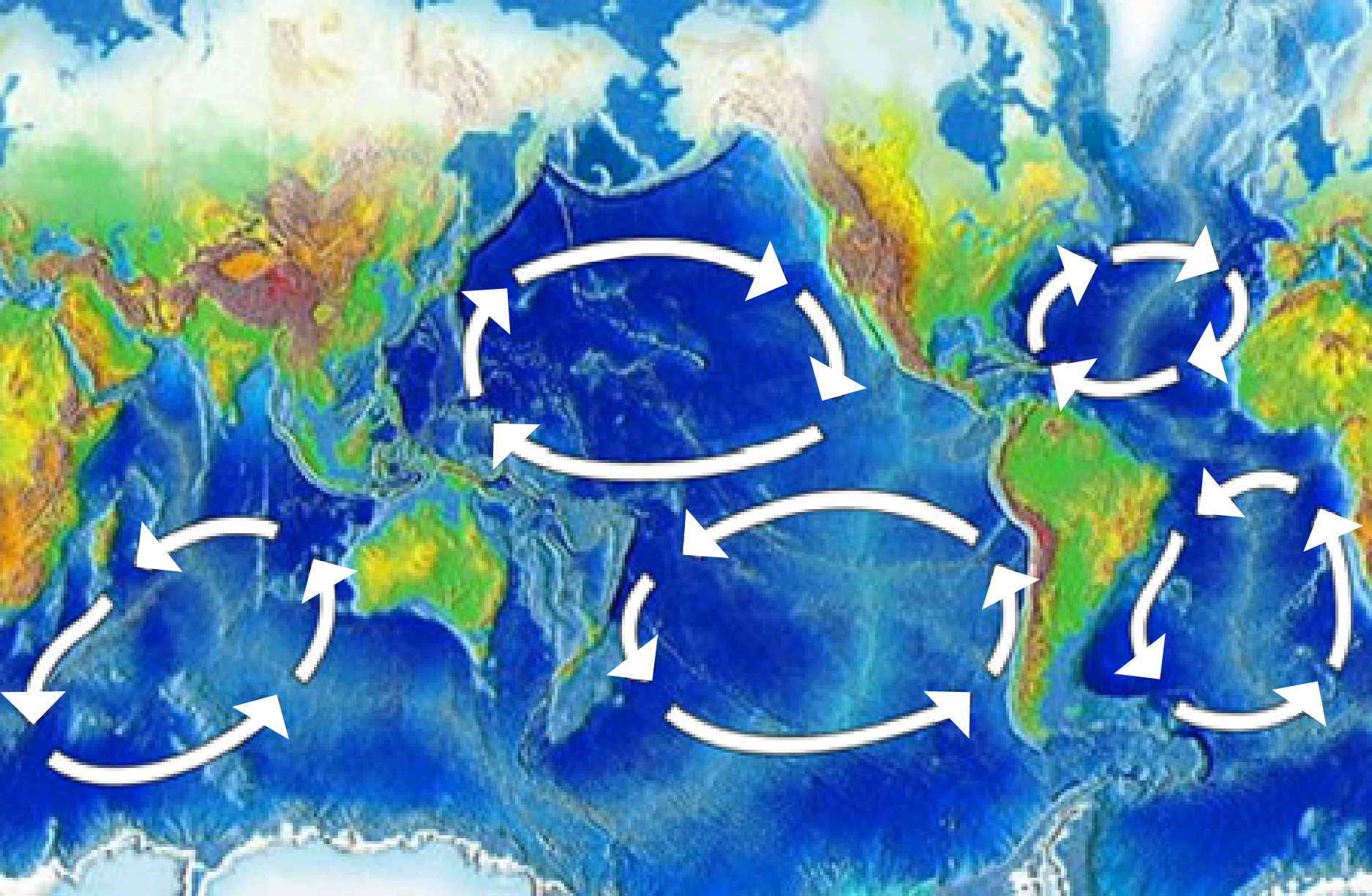

بقعة نفايات المحيط الهندي هي بقعة من الحطام البحري عالقة في التيار المائي للمحيط الهندي، وهو واحد من التيارات المائية الخمسة الرئيسية في المحيطات، اكتشفت عام 2010. لا تتواجد هذه البقعة كحقل حطام مستمر كما هو حال بقع النفايات الأخرى في المحيطات، بل تتشكل من تجمع للنفايات البلاستيكية التي تتكسر إلى جزيئات صغيرة الحجم، وإلى البوليمرات المكونة لها. يتألف الحطام في هذه البقع كما هو حال البقع الأخرى من النفايات البلاستيكية بشكلٍ رئيسي، وتكون أغلب الجزيئات الموجودة فيها غير مرئ ية للعين المجردة. يُقدر تركيز حطام الجسيمات في البقعة بنحو 10 آلاف جسيم في كل كيلومتر مربع.
توقع الباحثون وجود بقعة مماثلة من النفايات البلاستيكية العائمة في المحيط الهادي في عام 1985 (بقعة نفايات المحيط الهادئ العظمى) واكتشفها تشارلز جيه مور في عام 1997 أثناء مروره في شمال المحيط الهادئ، ثم اكتُشفت بقعة نفايات شمال الأطلسي في عام 2010.

## الاكتشاف
تنبأ باحثو الإدارة الوطنية للمحيطات والغلاف الجوي في الولايات المتحدة بوجود بقعة نفايات المحيط الهادئ العظمى في بحث نشر عام 1988 (وهي أول بقعة نفايات بحرية تكتشف). استندت هذه التوقعات إلى النتائج التي حصل عليها العديد من الباحثين المقيمين في ألاسكا بين أعوام 1985 – 1988، إذ قاسوا تركيز جزيئات البلاستيك في شمال المحيط الهادئ.
أشارت الأبحاث التي تدرس تركيز النفايات على شواطئ المحيط الهندي إلى وجود مواد بلاستيكية في تيار المحيط الهندي أيضاً. أطلق مشروع جايرس5 في عام 2010 أول سلسلة من رحلاته عبر المحيط لتحديد ما إذا كانت مناطق جنوب المحيط الأطلسي وجنوب المحيط الهادئ والمحيط الهندي قد تأثرت بنفس الطريقة التي حدثت شمال المحيط الهادئ وشمال المحيط الأطلسي. سافر الباحثون في المحيط الهندي بين بيرث وأستراليا وبورت لويس وشرق مدغشقر، وقد بيَّنت جميع عينات المياه التي جمعوها على امتداد 4800 كم (3000 ميل) وجود النفايات البلاستيكية. وأوضحت الأبحاث أن مناطق جنوب المحيط الأطلسي وجنوب المحيط الهادئ والمحيط الهندي تأثرت بنفس الطريقة التي تأثرت بها مناطق شمال المحيط الهادئ وشمال المحيط الأطلسي.

## المصدر
تتواجد خمس دول من بين الدول العشر الأكثر تلويثاً للبيئة على مستوى العالم على المحيط الهندي: إندونيسيا (2)، سيريلانكا (5)، تايلاند (6)، ماليزيا (8)، بنغلاديش (10)، علماً أن الصين تحتل المرتبة الأولى وهي مسؤولة بمفردها عن 30% من التلوث في العالم. من جهة أخرى تحمل عشرة أنهار 90% من إجمالي التلوث البلاستيكي إلى المحيطات، ويصب اثنان منها في المحيط الهندي هما: نهر السند (2)، نهر الغانج (6).

## التوعية
أسست الفنانة ماريا كريستينا فينوشي في 11 أبريل 2013 برنامج التوعية ببقع النفايات البحرية في اليونسكو، وبدأت في باريس أول سلسلة من الأحداث لهذا الغرض تحت رعاية اليونسكو ووزارة البيئة الإيطالية.